# Rete ferroviaria del Piemonte
La rete ferroviaria del Piemonte è formata da linee in carico ai gestori dell'infrastruttura Rete Ferroviaria Italiana e in maniera minore a FerrovieNord, GTT (fino al 2023), Arenaways e Società Subalpina Imprese Ferroviarie.

## Caratteristiche rete RFI
1897 km di linee di cui:
- 549 km di linee fondamentali;
- 1262 km di linee complementari;
- 762 km di linee a doppio binario;
- 1135 km di linee a binario unico;
- 1345 km di linee elettrificate;
- 552 km di linee non elettrificate.

Tutta la rete ferroviaria è coperta da uno o più sistemi di sicurezza, i principali sono:
- 1209 km sono protetti dal Sistema di Comando e Controllo (SCC) e dal Comando Centralizzato del Traffico (CTC).
- 1313 km sono coperti dal Sistema di controllo della marcia del treno (SCMT)[1]

Torino è un importante nodo ferroviario, collegato a Milano dalla linea storica e dalla linea ad alta velocità, oltre che a Genova tramite la ferrovia Torino-Genova.
La stazione di Torino Porta Nuova e la stazione di Torino Porta Susa sono le più frequentate della regione, con un numero di viaggiatori medi giornalieri compreso tra i 20 000 e i 45 000 (al 2022, secondo i dati di Rete Ferroviaria Italiana). Nel resto d'Italia, solo sei stazioni (Milano Centrale, Venezia Santa Lucia, Bologna Centrale, Firenze Santa Maria Novella, Roma Termini e Napoli Centrale si collocano in una fascia superiore, con oltre 45 000 viaggiatori al giorno.

## Linee RFI

### Fondamentali
- Ferrovia Torino-Milano, linea convenzionale. Linea elettrificata e a doppio binario.
- Ferrovia Torino-Milano (alta velocità). Linea elettrificata a 25 kV e a doppio binario.
- Ferrovia Torino-Genova. Linea elettrificata e a doppio binario.
- Ferrovia Domodossola-Novara. linea elettrificata a binario unico (eccetto il tratto tra Novara e Vignale a doppio binario).
- Ferrovia Domodossola-Verbania-Arona. Linea elettrificata a doppio binario.
- Passante ferroviario di Torino : linea elettrificata a doppio binario
- Ferrovia del Frejus. Linea elettrificata e a doppio binario.

### Complementari
- Ferrovia Alessandria-Novara: linea elettrificata a doppio binario. (in parte in Lombardia)
- Ferrovia Alessandria-Ovada: linea elettrificata a binario unico. Il traffico è sospeso.
- Ferrovia Torino-Fossano-Savona: linea elettrificata a doppio binario (eccetto il tratto Ceva-San Giuseppe di Cairo che è a binario unico).
- Ferrovia Alessandria-Cavallermaggiore: linea in parte elettrificata a binario unico. Il traffico è sospeso tra Alessandria-Nizza Monferrato. Il tratto Nizza Monferrato-Castagnole delle Lanze è utilizzato solo per il traffico turistico. Dall'11 settembre 2023 è stato riaperto il tratto Alba-Castagnole delle Lanze al traffico ordinario.
- Ferrovia Alessandria-Pavia: linea parzialmente elettrificata a binario unico.
- Ferrovia Alessandria-Piacenza: linea elettrificata a doppio binario.
- Ferrovia Alessandria-San Giuseppe di Cairo: linea elettrificata a unico binario.
- Ferrovia Aosta-Chivasso: linea elettrificata solo nel tratto Chivasso-Ivrea a unico binario.
- Ferrovia Asti-Genova: linea elettrificata a unico binario.
- Ferrovia Biella-Novara: linea non elettrificata a binario unico.
- Ferrovia Briga-Domodossola (in parte in Svizzera): linea elettrificata a doppio binario.
- Ferrovia Carmagnola-Bra : linea elettrificata a binario unico.
- Ferrovia Castagnole-Asti-Mortara (in parte in Lombardia) : linea non elettrificata a binario unico. Il traffico è sospeso nella tratta Asti-Casale Monferrato.
- Ferrovia Ceva-Ormea : linea non elettrificata a binario unico. È utilizzata solo per il traffico turistico.
- Ferrovia Chivasso-Asti : linea non elettrificata a binario unico. È utilizzata solo per il traffico turistico.
- Ferrovia Chivasso-Alessandria : linea elettrificata a binario unico (eccetto le tratte a doppio binario Chivasso-Castelrosso e Valenza-Alessandria).
- Ferrovia Fossano-Cuneo : linea elettrificata a binario unico.
- Ferrovia Cuneo-Limone-Ventimiglia (in parte in Francia e Liguria) : linea a binario unico, elettrificata nel tratto Cuneo-Limone e non elettrificata tra Limone e Ventimiglia.

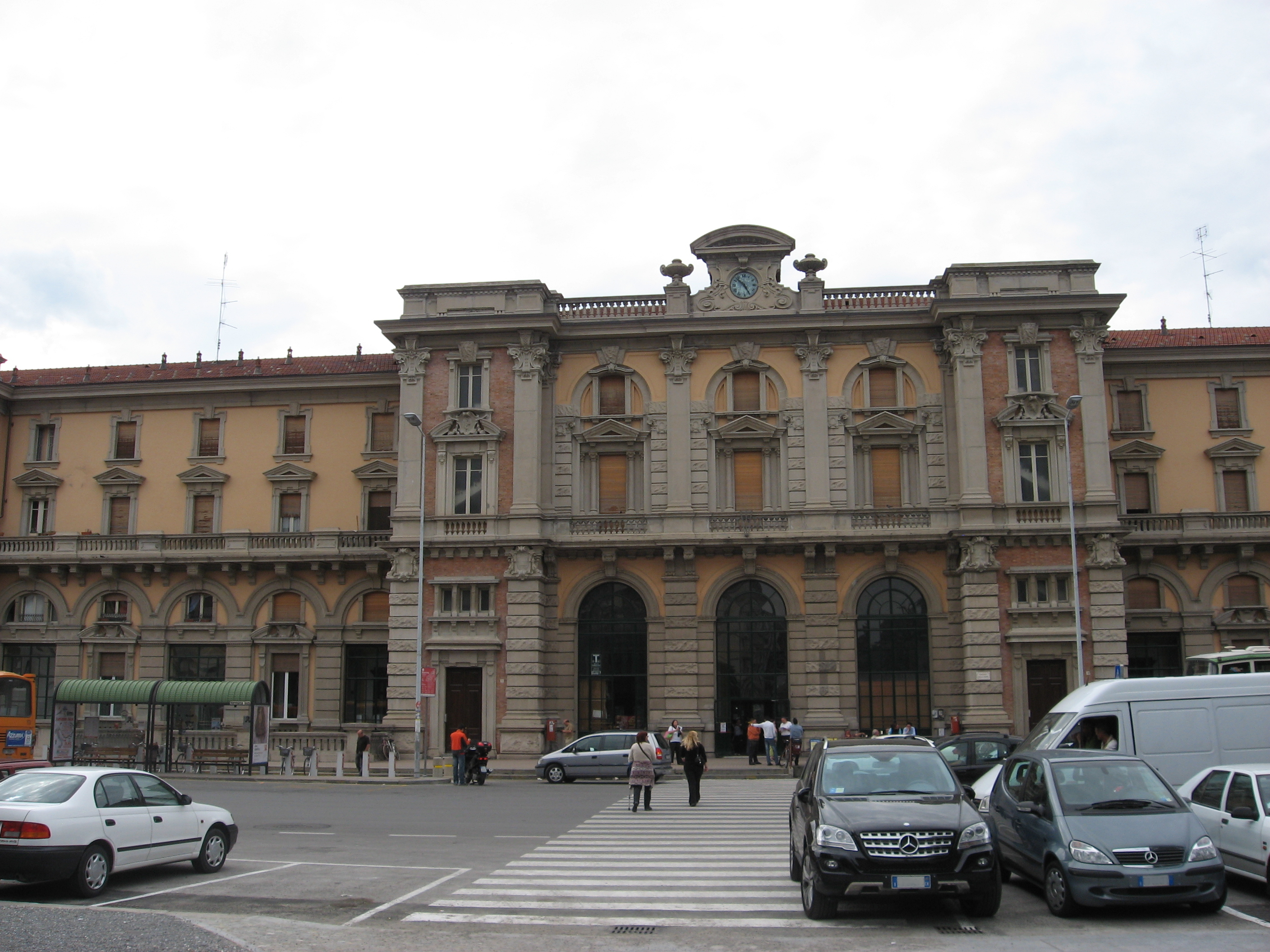
Stazione di Cuneo

- Ferrovia Domodossola-Locarno (in parte in Svizzera) : linea elettrificata a binario unico.
- Ferrovia Canavesana : linea a binario unico, elettrificata tra Settimo e Rivarolo mentre non elettrificata tra Rivarolo e Pont; il servizio è di Trenitalia dal 2021, l'infrastruttura è stata gestita da GTT fino a dicembre 2023.
- Ferrovia Cuneo-Mondovì : linea non elettrificata a binario unico. Il traffico è sospeso.
- Ferrovia Novara-Pino (in parte in Lombardia) : linea elettrificata a binario unico. Il tratto tra Oleggio e Laveno Mombello è utilizzato solo per traffico merci.
- Ferrovia Novara-Arona : linea elettrificata a binario unico (eccetto il tratto tra Novara e Vignale a doppio binario).
- Ferrovia Santhià-Arona : linea non elettrificata a binario unico. Il traffico è sospeso.
- Ferrovia Santhià-Biella : linea elettrificata a binario unico.
- Ferrovia Savigliano-Saluzzo-Cuneo : linea non elettrificata a binario unico. Linea gestita da Arenaways.
- Ferrovia Torino-Ceres : linea elettrificata a doppio binario fino Cirié, a binario unico da Cirié a Ceres; è stata gestita da GTT fino al passaggio ad RFI nel dicembre 2023 in seguito al ricollegamento della ferrovia al Passante di Torino.
- Ferrovia Torino-Pinerolo : linea elettrificata a binario unico.
- Ferrovia Pinerolo-Torre Pellice : linea elettrificata a binario unico. Il traffico è sospeso.
- Ferrovia Tortona-Novi Ligure : linea elettrificata a binario unico.
- Ferrovia Trofarello-Chieri : linea elettrificata a binario unico.
- Ferrovia Novara-Varallo : linea non elettrificata a binario unico (eccetto il tratto tra Novara e Vignale a doppio binario elettrificato). È utilizzata solo per il traffico turistico e merci.
- Ferrovia Vercelli-Casale-Valenza : linea parzialmente elettrificata a binario unico. Traffico sospeso tra Vercelli e Casale.
- Ferrovia Vercelli-Pavia : linea non elettrificata a binario unico.